# Ongón
Ongón es una localidad en la selva alta peruana capital del Distrito de Ongón de la Provincia de Pataz en el Departamento de La Libertad. Se ubica aproximadamente a unos 390 kilómetros al sureste de la ciudad de Trujillo.